# Leucauge capelloi
Leucauge capelloi este o specie de păianjeni din genul Leucauge, familia Tetragnathidae, descrisă de Simon, 1903.
Este endemică în Equatorial Guinea. Conform Catalogue of Life specia Leucauge capelloi nu are subspecii cunoscute.